# Condado de Mercer (Dakota do Norte)
O Condado de Mercer é um dos 53 condados do Estado americano da Dakota do Norte. A sede do condado é Stanton, e sua maior cidade é Stanton. O condado possui uma área de 2 881 km² (dos quais 173 km² estão cobertos por água), uma população de 8 644 habitantes, e uma densidade populacional de ? hab/km² (segundo o censo nacional de 2000).